# Puntarenas (distrito)
Puntarenas es el primer distrito del cantón de Puntarenas, en la provincia de Puntarenas, de Costa Rica.
Junto con los distritos de El Roble y Chacarita conforma la ciudad de Puntarenas.

## Geografía
Puntarenas cuenta con un área de 34,03 km² y una altitud media de 4 m s. n. m.

## Demografía
Para el año 2022, Puntarenas cuenta con una población estimada de 6653 habitantes, y para el último censo efectuado, en 2011, Puntarenas contaba con una población de 8335 habitantes.

## Localidades
- Barrios: El Carmen, Las Playitas, El Cocal, Pochote, La Chanchera, La Angostura.
- Poblados: Isla Bejuco, Isla Caballo, Palmar.

## Transporte

### Carreteras
Al distrito lo atraviesan las siguientes rutas nacionales de carretera:
- Ruta nacional 17
- Ruta nacional 604